# 히스파니아 타라코넨시스
히스파니아 타라코넨시스 (Hispania Tarraconensis)는 히스파니아 지역에 있던 로마 속주 세 개 중 하나이다. 중앙 분지 지역과 함께 오늘날 스페인의 지중해 해안가 대부분을 차지했다. 현재 안달루시아라고 하는 스페인 남부 지역은 히스파니아 바이티카이다. 서쪽의 대서양에는 부분적으로 오늘날 포르투갈과 일치하는 루시타니아 속주가 있었다.

## 역사

기원전 27년 타라코넨시스.

페니키아인들과 카르타고인들은 기원전 8-6세기에 지중해 해안 지역들을 식민지화했다. 이후에 그리스인들도 지중해 해안가를 따라 식민지들을 설치하였다. 로마인들은 기원전 2세기에 히스파니아 지역에 도달했다.
기원전 27년의 아우구스투스의 행정 개편에 따라, 타라코넨시스(Tarraconensis)라는 황제 속주가 공화정 말기에 프로파이토르가 관리하던 히스파니아 키테리오르 속주를 대체했다.
중심 도시는 타라코 (오늘날 카탈루니아의 타라고나)였다. 칸타브리아 전쟁 (기원전 29–19년)이 타라코넨시스 속주 내 모든 이베리아 지역을 로마의 지배하에 두게 하였다. 이베리아 반도 북부 해안가에 자리잡은 아스투레스족과 칸타브리족은 마지막으로 평정된 이베리아 민족들이었다. 타라코넨시스는 황제 속주이며, 루시타니아 (오늘날 포르투갈에서 북부 지역이 제외되고, 스페인의 엑스트레마두라주가 더해진 것과 일치)와 스페인 남부 혹은 안달루시아 지역과 흡사한 원로원 속주 바이티카 등의 다른 히스파니아의 속주와는 분리되었다. 68년부터 69년까지 잠시 로마 황제에 오른 세르비우스 술피키우스 갈바는 61년 이래로 이곳을 다스렸다. 대 플리니우스는 타라코넨시스에서 프로쿠라토르 직을 수행하기도 했다 (73년). 디오클레티아누스 시기인 293년에, 히스파니아 타라코넨시스는 갈라이키아, 카르타기넨시스, 타라코넨시스 등의 세 개의 소규모 속주로 분할된다. 히스파니아 타라코넨시스의 황제 속주는 409년에 수에비족, 반달족, 알란족이 피레네 산맥을 넘어온, 5세기의 침입 때까지 유지되었고 서고트 왕국의 성립과 함께 끝이 났다.
5세기의 침입은 광범위한 금속, 특히나 금, 주석, 은에 대한 채취를 불러일으켰다. 라스메둘라스에 있는 사금 광산은 로마 기술자들이 주변 산맥에 있는 물들 사용하기 위해 총 30마일 (48km)에 달하는 송수로 몇 개를 이용하여, 침전물에서 대규모로 작업했음을 보여준다. 빠른 시냇물을 부드러운 바위로 흘러보내어, 이들은 수력 채굴법 (Ruina montium)으로 대량의 금을 추출해낼 수 있었다. 금이 다 소진되었을 때, 이들은 금을 함유하고 있는 더 단단한 바위들을 부수는 화력 채굴을 이용하여, 터널을 통해 지하에 금을 함유하고 있는 광층으로 이동했다. 대 플리니우스는 아마 직접 관찰한 것을 바탕을 통해, 히스파니아에서 사용된 채굴 방법들에 대한 훌륭한 기록들을 전한다.

## 종교
히스파니아에서 가장 인기있는 신은 이시스였고, 그 뒤를 대어머니신인 마그나 마테르가 뒤를 이었다. 카르타고 및 페니키아의 신들인 멜카르트 (태양신이자 바다의 신)와 타니트-칼레스티스(Caelestis, 달과 연관 있어보이는 왕대비) 역시도 인기 있었다. 로마의 판테온은 동일시화 (예시로 멜카르트는 그리스인들이 자신들의 헤라클레스의 변형형으로 오랜 기간 받아들이며 헤르쿨레스가 되었다)를 통해 빠르게 토착 신들을 흡수했다. 바알 하몬은 카르타고에서 주신이었고 히스파니아에서도 중요했다. 이집트 신 베스와 오시리스도 잘 믿었다.

## 수출품
타라코넨시스의 수출품에는 목재, 진사, 금, 철, 주석, 납, 도기, 대리석, 포도주, 올리브유 등이 있다.